# Jamaica Inn (Gasthaus)

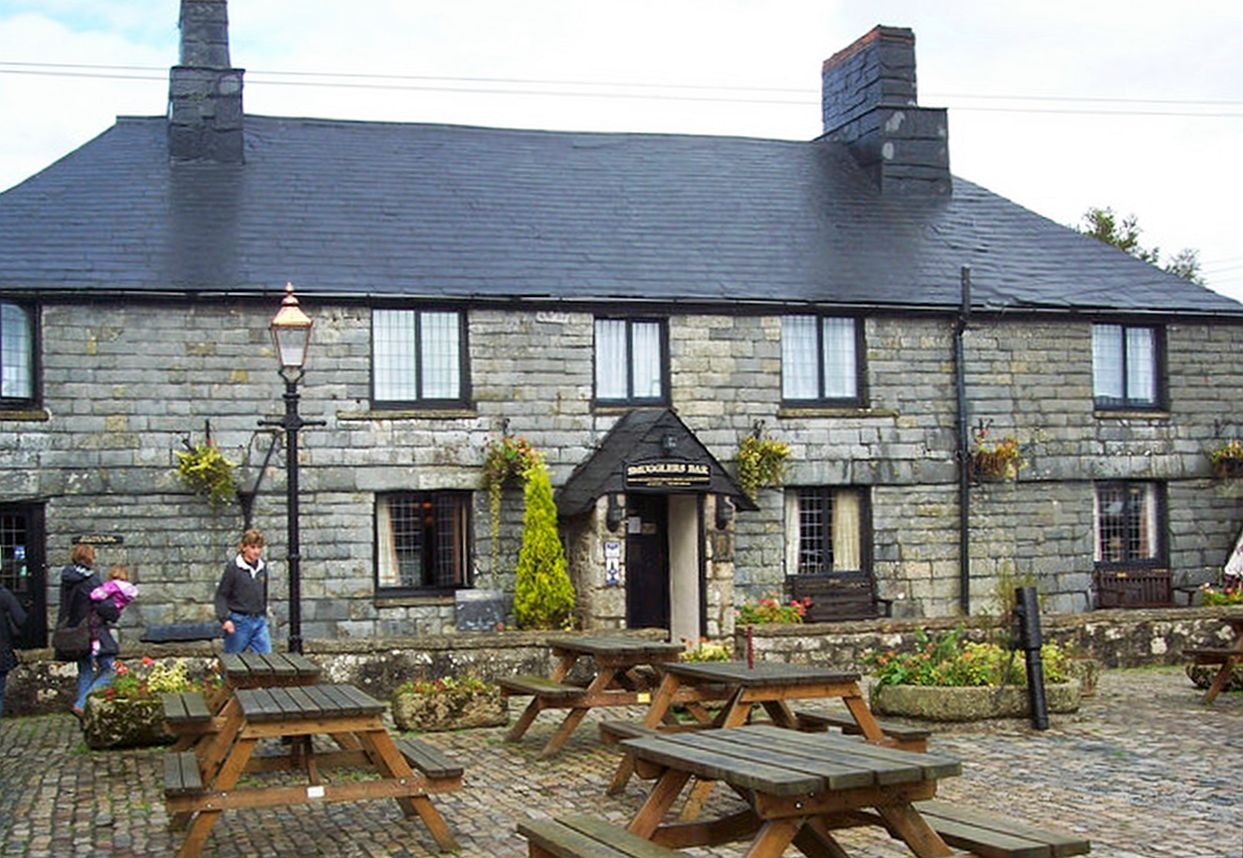
Jamaica Inn: Hauptgebäude

Das Jamaica Inn ist ein seit dem 18. Jahrhundert bestehendes, mittlerweile denkmalgeschütztes Gasthaus in der Nähe des Weilers Bolventor (civil parish Altarnun) in der Grafschaft Cornwall, England. Es liegt im dünn besiedelten Bodmin Moor etwa 6 km südlich des Brown Willy an der Überlandstraße A30, die von London zum Land’s End führt. Das Jamaica Inn ist Handlungsort des 1936 erschienenen gleichnamigen Romans (deutscher Titel auch Gasthaus Jamaica) von Daphne du Maurier und seiner Verfilmung durch Alfred Hitchcock von 1939 (deutsche Titel Riff-Piraten und Die Taverne von Jamaika).

## Geschichte

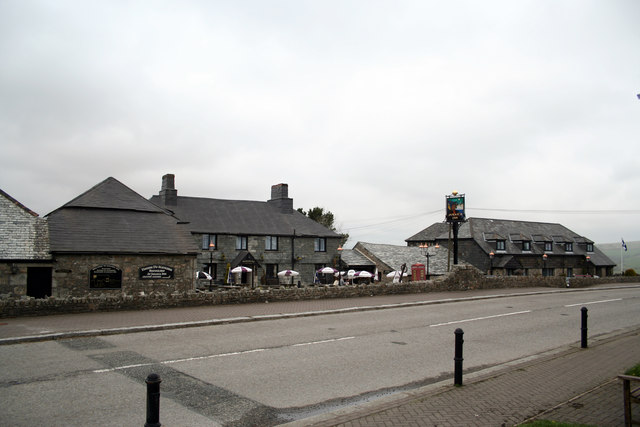
Gesamtanlage

Nach Angaben der heutigen Betreiber wurde das zweigeschossige Hauptgebäude im Jahr 1750 erbaut und zwecks Nutzung als Ausspann 1778 durch eine Remise, Ställe und eine Sattelkammer erweitert. English Heritage nennt in der Denkmalbeschreibung als Entstehungszeitraum das späte 18. Jahrhundert. Im 19. Jahrhundert wurde das mit einer schieferverkleideten Fassade und einem mit Pech beschichteten Schieferdach versehene Hauptgebäude jeweils links und rechts von den ursprünglich mit zwei Kaminen abschließenden Giebelfronten um einen Raum pro Stockwerk erweitert. Der Name des Lokals stammt daher, dass zwei Mitglieder der in der Gegend ansässigen Grundbesitzerfamilie Trelawny Gouverneure von Jamaika waren (Edward Trelawny 1738–1752, Sir William Trelawny 1767–1772). Nach Sir William Trelawny ist auch das Trelawny Parish auf Jamaika benannt. Als im späten 18. Jahrhundert und in den ersten Jahrzehnten des 19. Jahrhunderts die Küste Cornwalls stark von Strandraub betroffen war, diente das Jamaica Inn als Lager für die aus den aufgebrachten Schiffen geraubte Schmuggelware. In seinem Reiseführer über Devon und Cornwall bescheinigte John Murray 1865 dem Inn einen lediglich bescheidenen Komfort.

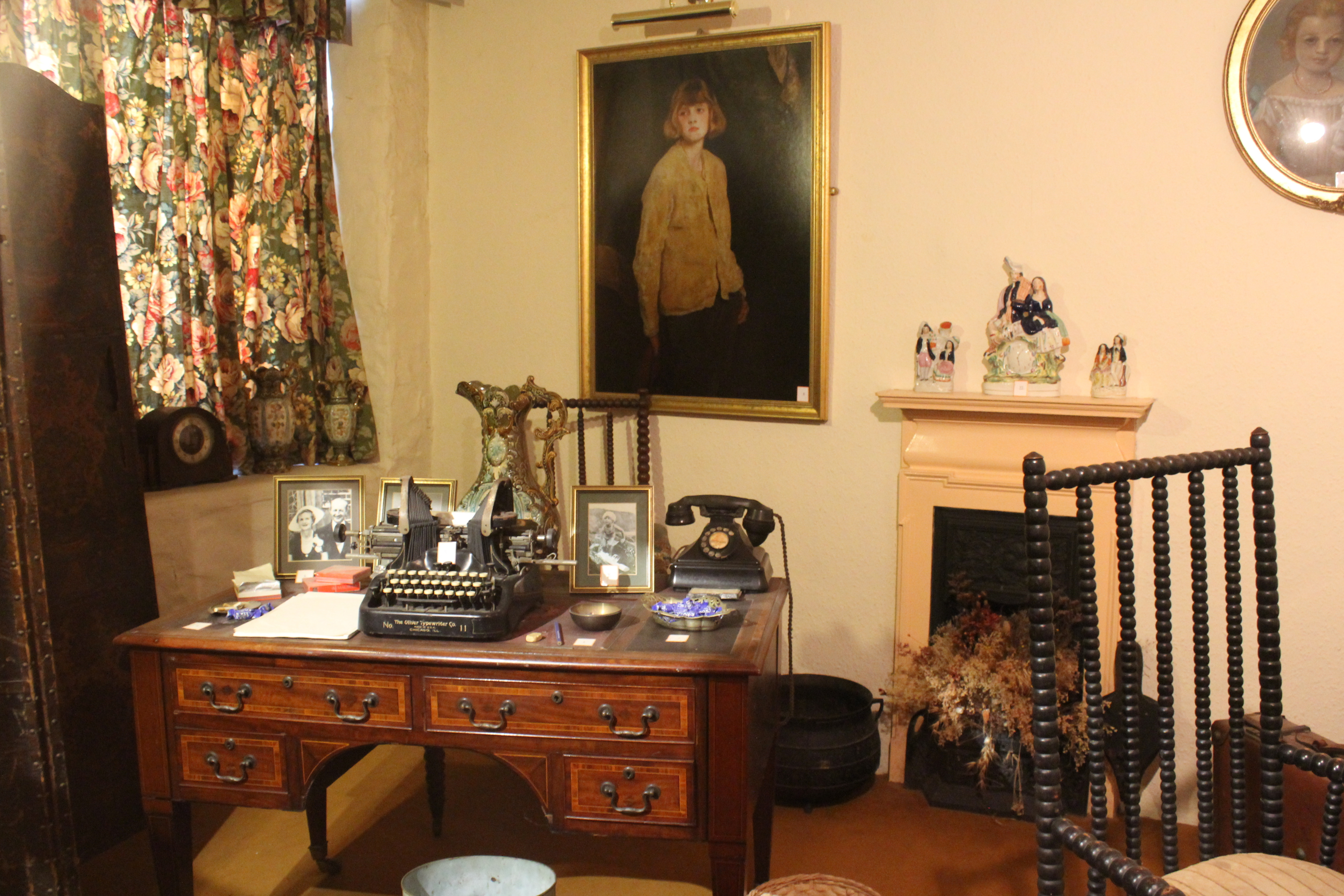
Eine Rekonstruktion von Daphne du Mauriers Arbeitszimmer im Smuggler’s Museum, Jamaica Inn, Cornwall

Bei einem Aufenthalt im Jamaica Inn ließ sich Daphne du Maurier zu ihrem 1936 erschienenen Roman inspirieren, der im Strandräuber- und Schmugglermilieu der 1820er Jahre spielt. Teile der Außendreharbeiten für Alfred Hitchcocks Romanverfilmung von 1939 fanden direkt vor Ort statt. Nicht am Originalschauplatz wurde dagegen die Neuverfilmung als Fernsehmehrteiler von 1983 gedreht.

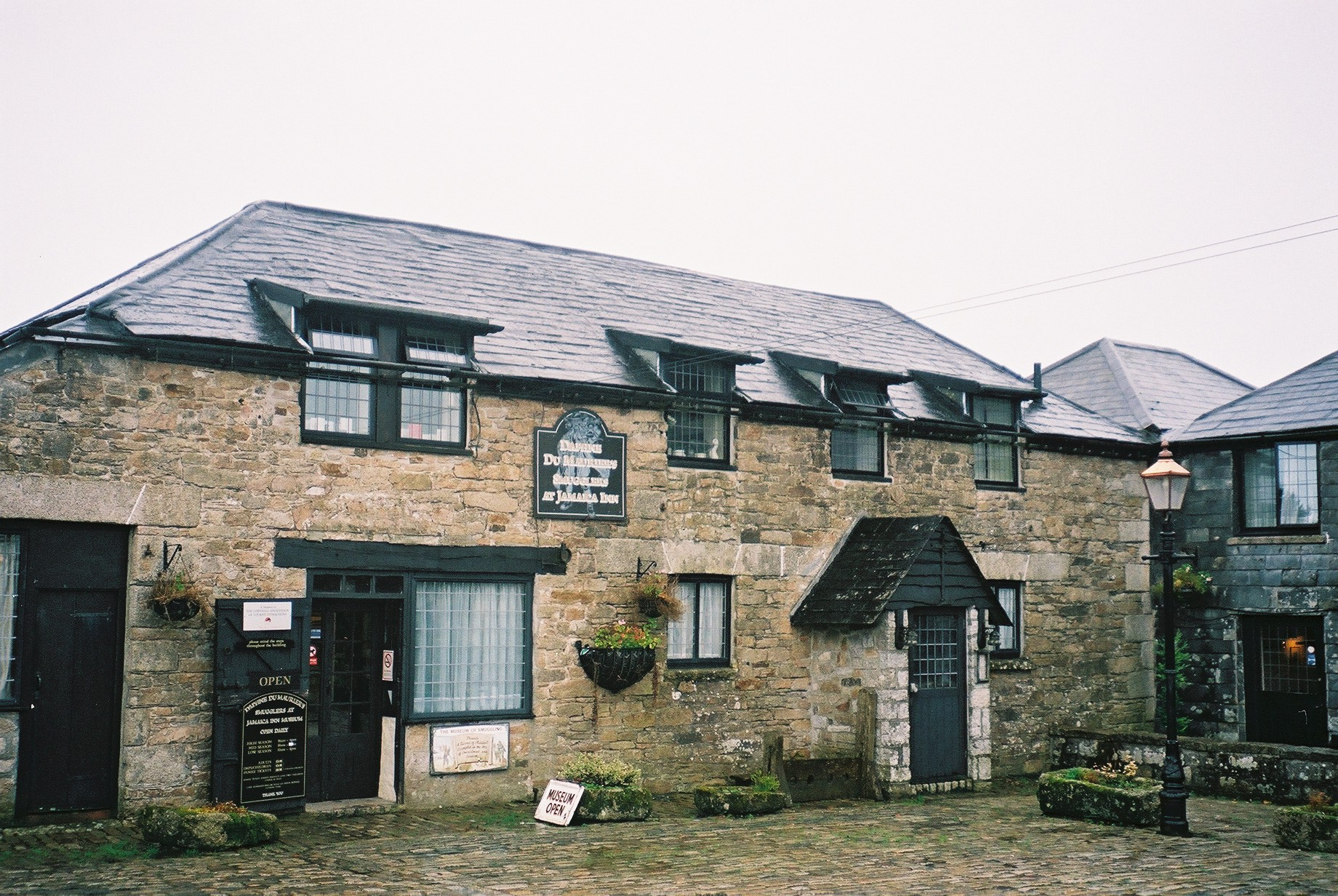
Daphne du Maurier's Smugglers Museum in der ehemaligen Remise

1988 erhielten Haupt- und Nebengebäude die Einstufung als Grade-II-Bauwerk. Von 1984 bis 2003 war im Jamaica Inn Mr Potters Museum of Curiosities untergebracht, das jährlich ca. 30.000 Besucher anzog. Dabei handelte es sich um die Sammlung der zu kunstvollen Dioramen zusammengestellten präparierten Tiere des Taxidermisten Walter Potter (1835–1918). Die Sammlung wurde 2003 durch das Londoner Auktionshaus Bonhams versteigert. Gegenwärtig beherbergt das Jamaica Inn neben einem Gaststätten- und Hotelbetrieb auch Daphne du Maurier's Smugglers Museum, das größtenteils in der ehemaligen Remise untergebracht ist. Die Ausstellung enthält überwiegend Objekte zur Geschichte des Strandraubs und Schmuggels in Cornwall sowie einen Raum mit persönlichen Gegenständen von Daphne du Maurier. Eine Referenz auf das Gasthaus und seine Geschichte zur Zeit der Strandräuber machte Tori Amos mit dem Titel Jamaica Inn auf ihrem Album The Beekeeper (2005).

## Spuk

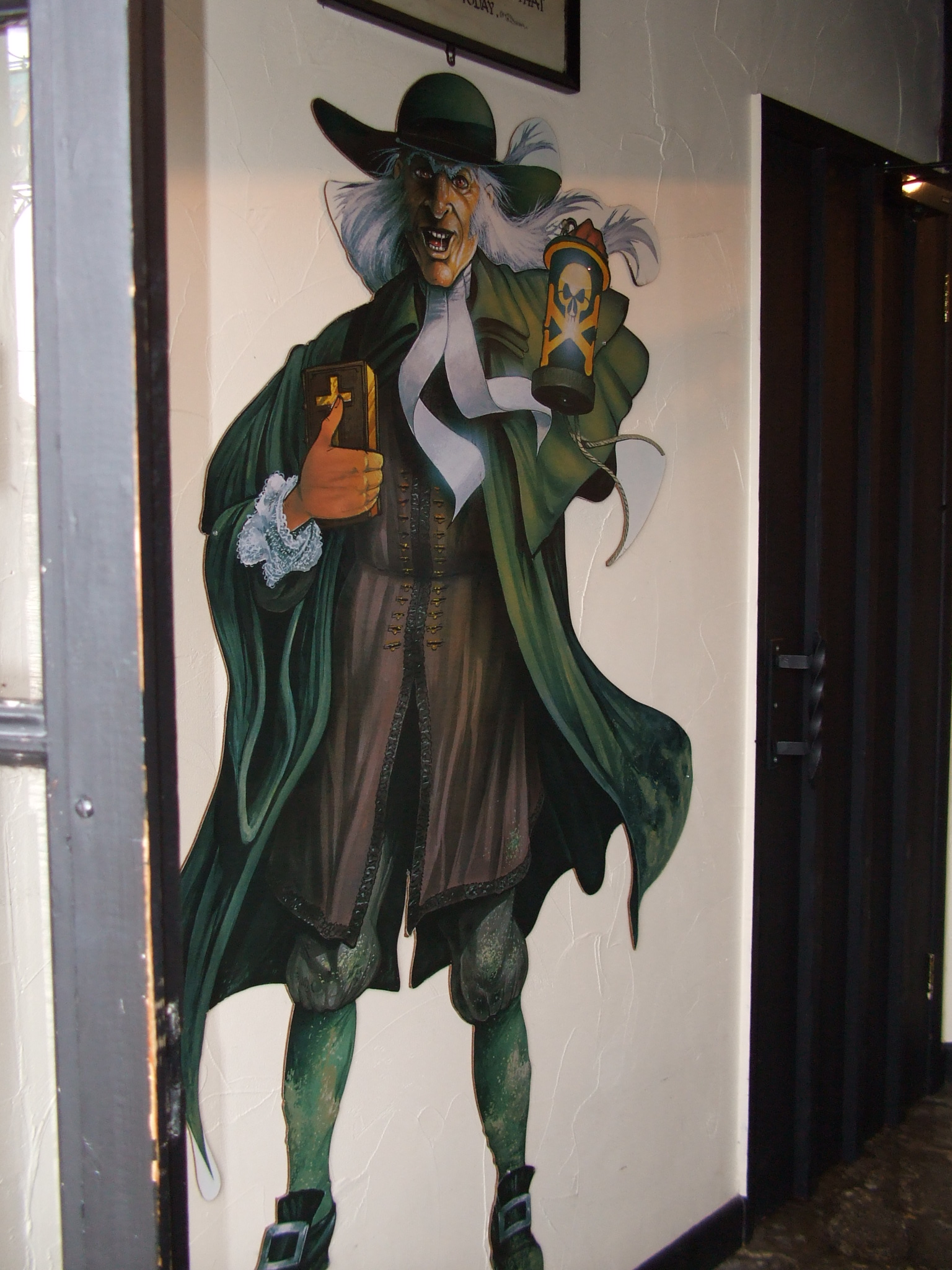
Der spukende Straßenräuber als Wandbild im Jamaica Inn

Das Jamaica Inn erlangte auch Bekanntheit als angeblicher Ort diverser Spukerscheinungen. Laut einer mit dem Haus verbundenen Sage soll einst ein Seemann von einem geheimnisvollen Fremden aus der Wirtsstube auf den Hof gerufen und dort später ermordet aufgefunden worden sein. Der Geist des Opfers sitze des Öfteren nachts auf einer Mauer ganz in der Nähe der Mordstelle. Andere Gespenster wurden wiederkehrend in den Zimmern gesichtet. Dazu gehört ein Mann mit grünem Mantel, der angeblich regelmäßig am Fußende der Gästebetten steht. Der Legende nach handelt es sich dabei um einen Straßenräuber namens Jack Trevellis, der in den Jahren um 1790 als Stammgast im Lokal verkehrt haben soll. Ein bestimmtes Zimmer wird vom Geist einer jungen Frau mit einem Säugling auf dem Arm heimgesucht, die stets durch den Spiegel verschwindet, sobald der Gast sie erblickt. Auch von akustischen Spukerscheinungen wurde berichtet, so von Schritten auf leeren Korridoren und Stimmen, die in einer fremden Sprache sprechen. Dabei handelt es sich nach Ansicht mancher Zeugen um das seit Jahrhunderten in der Gegend ausgestorbene Kornische. Insbesondere im Morgengrauen seien Gäste von Hufgetrappel auf dem gepflasterten Hof geweckt worden. Beim Blick aus dem Fenster waren jedoch keine Pferde zu sehen. Im April 2004 waren die Geistererscheinungen im Jamaica Inn Thema einer Folge der auf Sky Living ausgestrahlten Dokumentarfernsehserie Most Haunted, die sich mit von Spuk betroffenen Orten befasst.